# 井之頭公園碎屍殺人案
井之頭公園碎屍殺人案是1994年日本碎屍殺人案，發現於東京都三鷹市的井之頭恩賜公園。
1994年4月23日上午，井之頭公園一清潔工找尋貓食時，意外從垃圾桶的塑料袋中發現人腳。警方搜查公園一帶，從7個垃圾桶中找到四肢及軀幹碎塊共27塊。這些碎塊的指紋都被除淨，血液亦已瀝乾；且每塊屍體都被切割成20餘公分寬，正可塞入垃圾桶圓形入口。警方最初無法判斷受害者，數日後接到人口失蹤報案；透過DNA比對，警方確認被害者是當地35歲男建築師名為川村誠一。因屍體殘缺，警方未查明被害人死因。犯罪人及犯罪動機亦不明。屍體的切割方式，有可能是集團犯罪的手法。裝屍體的袋子不僅有兩層，還使用特殊的綁法，如不是清掃員發現的話，或許永遠不會有人知道。
此案引發社會關注。2009年超過公訴時效時，案件仍無結論。